# 七夕町
七夕町（たなばたちょう）は、愛知県名古屋市北区にある地名。1丁目から2丁目まであった。

## 地理
名古屋市北区南西部に位置していた。東は金城町、西は内江町、南は城北新町・柳原町、北は中富町に接していた。西から順に1丁目～2丁目があった。

## 歴史

### 町名の由来
田幡と共通した由来を持つと考えられており、棚機もしくは田之端（たなのばた）から七夕伝説と結びついた地名とみられる。

### 沿革
- 1952年（昭和27年）12月20日 - 北区田幡町の一部（字前並下ノ町・前並中ノ町・塩藪の各一部）より成立[3]。
- 1958年（昭和33年）2月1日 - 北区上名古屋町の一部（字弁才の一部）・北区田幡町の一部（字割田の一部）を1丁目に編入[3]。
- 1980年（昭和55年）・1982年（昭和57年） - 金城1～4丁目となり消滅[4]。

## 交通

### 道路
- 名古屋市道大津通

## 施設
- 城北自動車学校
- 聖心布教会
- 多奈波太神社